# Vester Hedekrog
Vester Hedekrog er en, ca. 8 km bred bugt, på vestsiden af Samsø, som danner vestsiden af tangen mellem den nordlige og sydlige del af øen; øst for tangen, som krydses af den tørlagte Kanhave Kanal ligger Stavns Fjord. Bugten afgrænses mod nord ved Mårup Havn, og den nordlige del hedder Mårup Vig; Mod syd ligger færgehavnen Sælvig med forbindelse til Hov i Odder Kommune; Den sydlige del kaldes også Sælvig. Vigen er 5-10 m dyb.
|  | Denne artikel om lokaliteten Vester Hedekrog kan blive bedre, hvis der indsættes et (bedre) billede. Du kan hjælpe ved at afsøge Wikimedia Commons for et passende billede eller lægge et op på Wikimedia Commons med en af de tilladte licenser og indsætte det i artiklen. |

55°54′8.15″N 10°34′0.43″Ø / 55.9022639°N 10.5667861°Ø